# 京都市道186号嵐山祇園線
京都市道186号嵐山祇園線（きょうとしどう186ごう あらしやまぎおんせん）は、京都府京都市西京区松尾大社交差点を起点に京都市東山区祇園交差点に至る主要地方道である京都市道。

## 概要
京都市西京区嵐山朝月町66番地の1地先（松尾大社交差点）から、東山区祇園町南側550番地地先（祇園交差点）に至る。延長8,313.0 m。
別名、四条通。金融、企業、商店が並ぶ、京都市内を東西に走るメインストリートである。

## 路線状況

### 重複区間
- 京都府道29号宇多野嵐山山田線（松尾大社交差点 - 罧原堤四条交差点[注釈 2]）
- 京都府道102号嵐山西院線（右京区梅津高畝町・松尾大社交差点 - 西院東淳和院町・西大路四条交差点）

## 地理

### 通過する自治体
- 京都市（西京区 - 右京区 - 中京区 - 下京区 - 中京区 - 東山区）

### 接続する道路
- 京都府道29号宇多野嵐山山田線（嵯峨街道）
- 京都府道801号京都八幡木津自転車道線
- 京都府道29号宇多野嵐山山田線（罧原堤）
- 京都府道133号嵯峨野西梅津線
- 京都府道132号太秦上桂線（梅津街道）
- 国道162号（天神川通＝葛野中通）
- 葛野大路通
- 京都市道181号京都環状線（西大路通）
- 大宮通
- 京都府道38号京都広河原美山線（堀川通）
- 国道367号（烏丸通・四条烏丸交差点
- 京都府道32号下鴨京都停車場線（河原町通・四条河原町交差点）
- 川端通（四条大橋交差点）
- 京都府道143号四ノ宮四ツ塚線（東大路通＝東山通・祇園交差点）